# ホレイショ・フィッチ
ホレイショ・フィッチ（Horatio May Fitch、1900年12月16日 - 1985年5月4日）は、アメリカ合衆国の陸上競技選手。1924年パリオリンピックの銀メダリストである。

## 経歴
フィッチは、イリノイ大学で工学を学ぶ学生で、同大学のトラックチームに入ったが勉強する時間もないほど働かなければならなかったため1年で辞めていた。しかし、大学卒業後シカゴで働くようになると、地元の陸上クラブに所属し競技をはじめた。
フィッチは、1923年の全米選手権の440ヤードで優勝。翌1924年には、パリオリンピックの1か月前に行われたオリンピック代表選考で2位となりオリンピックに出場できることとなった。
パリオリンピックの400mでは、準決勝で47秒8のトップタイムで決勝進出を決め、決勝で金メダル獲得の期待が寄せられた。しかし、決勝ではイギリスのエリック・リデルが47秒6の世界新記録を出し金メダル。フィッチは銀メダルに終わった。リデルは、イギリスを代表するスプリンターで、100mを得意としていたが、100mのレースがキリスト教の安息日である日曜日に行われることから出場せず、400mに出場。予想外の金メダルとなった。
その後のフィッチは、自身のオリンピックでの活躍についてほとんど話す事はなかったが、1982年に、リデルとライバルであったハロルド・エイブラハムスを描いた映画「炎のランナー」が公開され、大ヒットすると、リデルに次いで2位となったフィッチにも関心が寄せられた。